# Università Carnegie Mellon
L'Università Carnegie Mellon (in inglese Carnegie Mellon University, abbreviata CMU) è un'università privata di Pittsburgh, in Pennsylvania (Stati Uniti d'America). Considerata una delle università più prestigiose degli Stati Uniti, è stata nominata nel 2010 una delle "New Ivies" da Forbes. Il Wall Street Journal l'ha inoltre classificata 1ª in Informatica, 4° in Finanza, 7° in Economia.
È molto rinomata la scuola di recitazione considerata la 3º al mondo dall'Hollywood Reporter (2014). L'università viene istituita nel 1967 dall'unione del Carnegie Institute of Technology (denominato "Carnegie Technical Schools" sino al 1912), fondato nel 1900 da Andrew Carnegie, e dal Mellon Institute of Industrial Research, nel 1917 da Richard Beatty Mellon.
La CMU è sede delle prime scuole di informatica e di arte drammatica degli USA. È anche sede di una delle migliori scuole di ingegneria, le sue scuole di scienze politiche e business sono valutate tra le migliori degli USA. La CMU è famosa per l'unicità del suo ambiente interdisciplinare e per l'innovatività in campo educativo. Dalla CMU sono usciti 19 laureati che hanno ricevuto il Nobel in diverse discipline.
Molti noti artisti visivi sono alunni dell'università tra cui Andy Warhol, Mel Bochner, Shalom Tomáš Neuman, Philip Pearlstein, and Joyce Kozloff
Randy Pausch si è laureato in Informatica alla Brown University e ha conseguito il suo Dottorato di Ricerca in Scienze Informatiche alla Carnegie Mellon University (CMU). Pausch ha tenuto la sua ultima lezione pubblica, la last lecture intitolata "Realizzate i vostri sogni d'infanzia" (in inglese Really Achieving Your Childhood Dreams), presso la Carnegie Mellon University, il 18 settembre 2007.